# Walter Hines Page

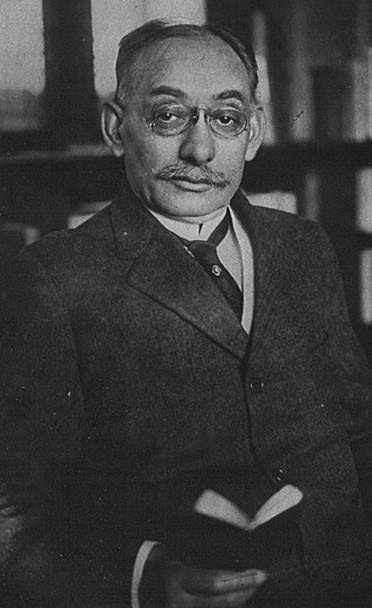
Walter Hines Page

Walter Hines Page (* 15. August 1855 in Cary, North Carolina; † 21. Dezember 1918 in Pinehurst, North Carolina) war ein US-amerikanischer Journalist, Verleger und Diplomat. Während des Ersten Weltkriegs war Page amerikanischer Botschafter in Großbritannien und maßgeblich am Kriegseintritt der USA beteiligt.

## Leben und Wirken
Walter Hines Page, der Bruder des Kongressabgeordneten Robert N. Page, studierte am Trinity College (Duke University), am Randolph-Macon College und von 1871 bis 1878 an der Johns Hopkins University. Nach Beendigung des Studiums begann er seine journalistische Laufbahn als Redakteur der Saint Joseph Gazette in Saint Joseph, Missouri (1880–1881). Von 1898 bis 1899 war er Herausgeber der Literaturzeitschrift The Atlantic Monthly. Zum 1. Januar 1900 wurde er Teilhaber und Vizepräsident von Doubleday, Page and Company, sowie Gründer und Chefredakteur der Monatszeitschrift World’s Work (1900). In seiner Arbeit zeichnete sich der Journalist überwiegend als fundamentaler Befürworter der Demokraten aus, der sich für Sozialreformen und Gleichberechtigung einsetzte. In seiner 1902 veröffentlichten Schrift The Rebuilding of Old Commonwealths forderte er die barrierefreie Ausbildung für jedermann, unabhängig von dessen sozialer Herkunft, Rasse oder Religion. Als Wahlhelfer unterstützte Page den demokratischen US-Präsidenten Woodrow Wilson, der ihn kurz vor Kriegsbeginn zum US-Botschafter in Großbritannien ernannte.

### Der Erste Weltkrieg

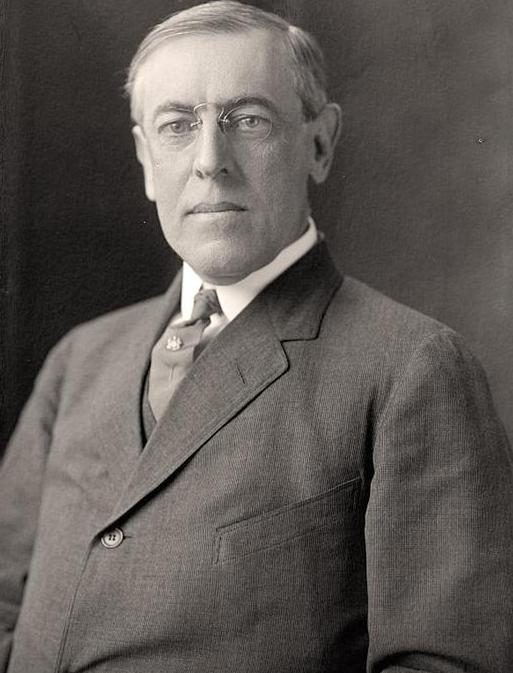
Auf US-Präsident Woodrow Wilsons Neutralitätspolitik während des Ersten Weltkriegs hatte Walter Hines Page erheblichen Einfluss

Walter Hines Page war eine der Schlüsselfiguren, die den Eintritt der USA in den Weltkrieg forcierten: Überzeugt von der Kriegsschuld des Deutschen Reichs, forderte Page die umgehende diplomatische und ökonomische Unterstützung der alliierten Mächte der Triple Entente durch die USA und kritisierte Woodrow Wilsons neutralen Standpunkt (Neutralitätspolitik), indem er die britische Politik gegenüber Wilson verteidigte und somit die Position des US-Präsidenten schwächte. 1915 kritisierte Page die gemäßigte Reaktion des Präsidenten auf den Untergang der Lusitania sowie die Friedensmission von Edward M. House im darauf folgenden Jahr 1916. Kurz vor dem Kriegseintritt der USA schickte Page am 5. März 1917 eine Nachricht aus London an Wilson, in der er warnte, die britisch-französische Front würde zerbrechen, wenn keine baldige Hilfe aus den USA käme und forderte darin finanzielle Unterstützung sowie den Einsatz von Seestreitkräften der United States Navy. (Dieses Ereignis korreliert mit der Bekanntmachung der Zimmermann-Depesche am 1. März 1917). Einen Monat später, am 6. April 1917, erklärte der Kongress den Krieg gegen Deutschland.
In Washington wurde das pro-britische Betreiben von Page mittlerweile als „anglophile Propaganda“ aufgefasst, führte zu einem Bruch mit Wilson und brachte den Botschafter in seinem Heimatland in Misskredit. Obwohl er gesundheitlich bereits schwer angeschlagen war, behielt Page seinen Botschafterposten bis zum August 1918 und verstarb vier Monate später. 1918 wurde er noch in die American Academy of Arts and Sciences gewählt. Walter Hines Page liegt auf dem Old Bethesda Cemetery in Aberdeen, North Carolina, beerdigt.

## Nachwirkungen
- Die von  Burton J. Hendrick unter dem Titel  The Life and Letters of Walter H. Page veröffentlichte Korrespondenz und Biografie von Page wurde 1923 mit dem Pulitzer-Preis ausgezeichnet; The Training of an  American: The Earlier Life and Letters of Walter H. Page ebenfalls von Burton J. Hendrick, erhielt den Pulitzer-Preis 1929.
- Die Walter Hines Page High School in Greensboro, North Carolina und die Walter Hines Page Research Professur für Literatur an der Duke University in Durham erinnern an den bedeutenden Sohn des Bundesstaates North Carolina.

## Bibliografie

### Schriften von Walter Hines Page
- 1902: The Rebuilding of Old Commonwealths
- 1905: A Publisher’s Confession
- 1909: The Southerner, Novelle, Neuauflage: University of South Carolina Press, 2008, ISBN 978-1-57003-729-0